# 10. srpnja
10. srpnja (10. 7.) 191. je dan godine po gregorijanskom kalendaru (192. u prijestupnoj godini).
Do kraja godine imaju još 174 dana.

## Događaji
- 48. pr. Kr. – Julije Cezar je u bitki kod Drača jedva pobijedio Pompeja
- 1553. – Jane Grey postaje engleska kraljica
- 1890. – Wyoming postaje 44. savezna država SAD-a
- 1897. – Prestaje izlaziti Hrvatska misao, časopis u Pragu.
- 1940. – Uspostavljena Višijska Francuska
- 1962. – Lansiran Telstar, prvi komunikacijski satelit
- 2010. – Održani veliki prosvjedi u Kataloniji protiv ograničenja autonomije Katalonije koje je nametnula središnja španjolska Vlada.
- 2021. – Hrvatski teniski par Mate Pavić i Nikola Mektić osvojili Wimbledon u kategoriji muških parova.

| - 1509. – Jean Calvin, vjerski reformator († 1564.) - 1830. – Camille Pissarro, francuski slikar († 1903.) - 1855. – Alojz Malec, pisac moravskih Hrvata († 1922.) - 1856. – Nikola Tesla, hrvatski znanstvenik i izumitelj († 1943.) - 1871. – Marcel Proust, francuski književnik († 1922.) - 1882. – Ivan Dobrović, hrv. pedagoški i povijesni pisac iz Austrije († 1967.) - 1888. – Giorgio de Chirico, talijanski slikar († 1978.) - 1895. – Pavel Suhoj, bjeloruski konstruktor aviona († 1975.) - 1923. – Rudolf Kehrer, ruski pijanist i glasovirski pedagog († 2013.) - 1926. – Pavle Vuisić, srpski glumac († 1988.) - 1941. – Stephen Jay Gould, američki paleontolog, evolucionarni biolog i povjesničar znanosti († 2002.) - 1945. – Zlatko Tomčić, hrvatski političar - 1949. – Stanko Dodig, hrvatski svećenik - 1959. – Julije Meštrović, hrvatski liječnik - 1965. – Robert Pauletić, hrvatski enigmat, kvizaš, novinar, putopisac i tekstopisac - 1977. – Martin Čotar, hrvatski biciklist - 1980. – Jessica Simpson, američka pjevačica i glumica - 138. – Hadrijan, rimski car (* 76.) - 645. – Soga no Iruka, japanski državnik(* ? 610.) - 983. – Benedikt VII., papa - 1290. – Ladislav IV. Kumanac, hrvatsko-ugarski kralj (* 1262.) - 1461. – Stjepan Tomaš Kotromanić, bosanki kralj (godina rođenja nepoznata) - 1510. – Katarina Cornaro, ciparska kraljica (* 1454.) - 1559. – Henrik II., francuski kralj (* 1519.) - 1584. – Vilim I. Oranski, glavni vođa nizozemske pobune protiv Habsburgovac (* 1533.) - 1851. – Louis Daguerre, francuski umjetnik, slikar i izumitelj dagerotipije (* 1787.) - 1884. – Paul Morphy, američki šahist (* 1837.) - 1908. – Gustav Karl Wilhelm Hermann Karsten, njemački botaničar i geolog (* 1817.) - 1959. – Marcel Nguyễn Tân Văn, vijetnamski redemptorist (* 1928.) - 1978. – John D. Rockefeller III., amrički filantrop (* 1906.) - 2010. – Božidar Orešković, hrvatski glumac (* 1942.) - 2015. – Omar Sharif, egipatski glumac (* 1932.) |

## Blagdani i spomendani
- Dan državnosti na Bahamima